# بني قطون (رأس الماء)
بني قطون هي إحدى مشيخات المملكة المغربية، تتبع جغرافيا لإقليم الناظور وإداريًا لرأس الماء. يقدر عدد سكانها بـ 1356 نسمة حسب الإحصاء الرسمي للسكان والسكنى لسنة 2004.